# 即興詩人

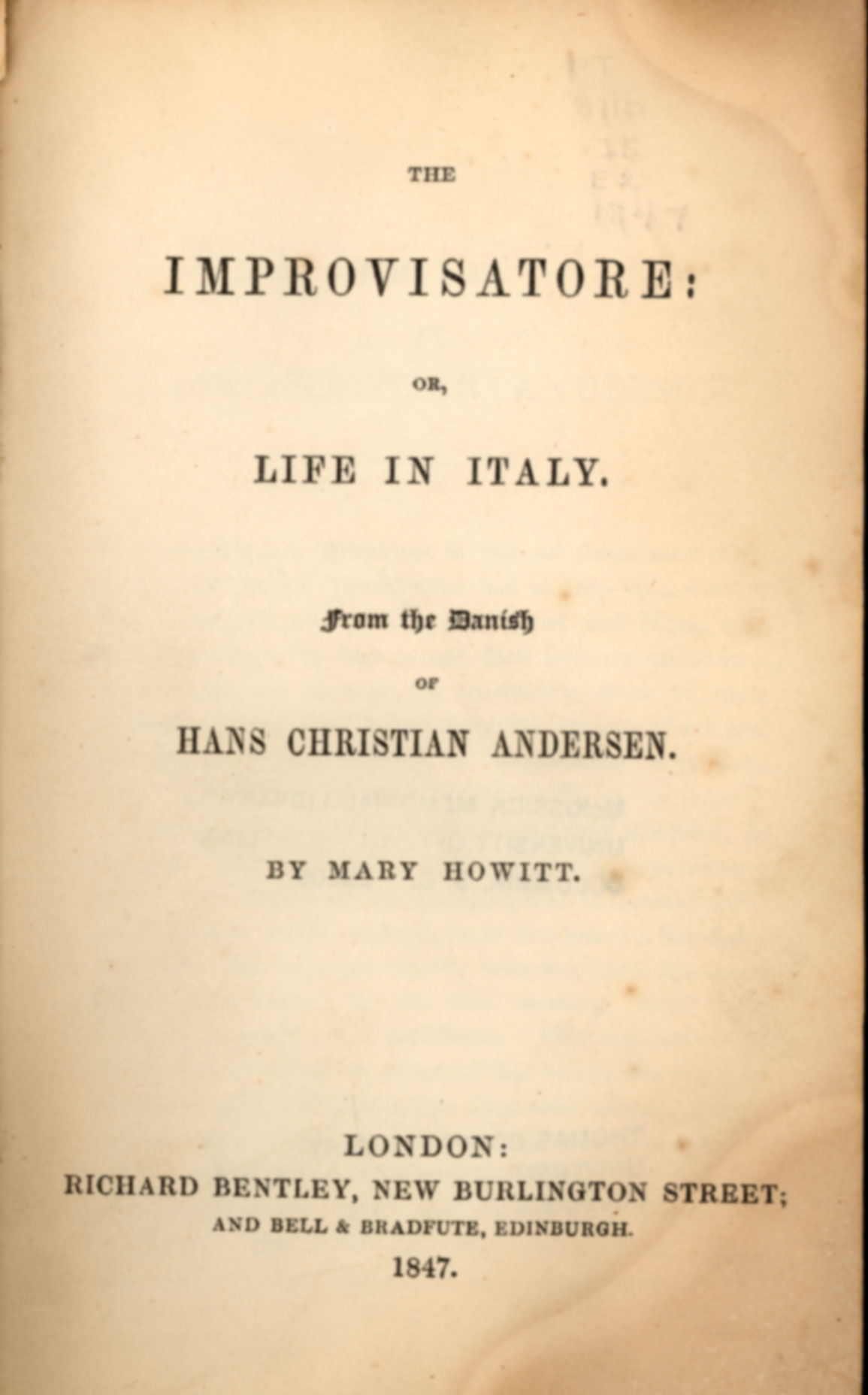

『即興詩人』（そっきょうしじん、丁: Improvisatoren）は、デンマークの作家、ハンス・クリスチャン・アンデルセンが1835年に発表した小説。作者の初めての長編小説で、イタリア各地を舞台としたロマンティックな作品である。

## 概要
童話作家となる前のアンデルセンが、1833年から翌34年にかけ、イタリア旅行で訪れた体験をもとにまとめ上げた自伝的小説で、1835年に刊行された。イタリア各地の自然と風俗を美しく描いたこの作品は、発表当時かなりの反響を呼び、ヨーロッパ各国で翻訳出版されることになり、作者の童話出版に向けての意識を高めるものとなった。
近代日本では森鷗外が、ドイツ語版より約10年かけ翻訳紹介し、その雅俗交えた文語体により多くの作家に影響を与えた。

## あらすじ
ローマはピアツツア・バルベリイニ（バルベリーニ広場）の貧しい家に生まれた少年アントニオは、思いつくままに詩を紡ぐ即興詩人になることを夢見ていた。アラチエリ教会での子どもの説教で神の使いのような小さな女の子に出会う。その後、ジエンツアノの花祭で幼くして母親を亡くすという悲劇にあったものの、彼の才能を買ってくれる名家も出てきて、アントニオの運命は順風満帆と見えた。ローマの謝肉祭、復活祭の中での歌姫アヌンチヤタとに再会し、アラチエリで出会った小さな女の子だと知る。そして、悲恋、親友ベルナルドオとの出会いと三角関係による決闘を経て、数奇な運命に巻き込まれることとなる。アントニオはローマを逃れてナポリ、ヱネチア（ヴェネツィア）、ポンペイとイタリア各地を遍歴する。ペスツムでは盲目の少女ララに出会う。カプリでも再会する。そしてついにはアヌンチヤタと再会するが、既にアヌンチヤタは体も心もぼろぼろになっていた。別れた後、瀕死のアヌンチヤタから手紙が来て、ナポリまで追いかけたけど一日違いで出会えなかった、二年の間に劇場で蓄えたお金はすべて薬代に使ったが、声を失ったと書いてあり、始めからアヌンチヤタは自分を愛してくれたことを知る。マリアと教会に行き、アヌンチヤタのお墓を訪れる。その後、ララが成人して目が治ったマリアだいうことが分かり、二人は結婚し、三年後にアヌンチヤタという子どもを連れてカプリを訪れる。
北欧デンマーク出身のアンデルセンあこがれの地、南国イタリアを舞台に、親友の貴族ベルナルドオ、薄倖の歌姫アヌンチヤタ、小尼公フラミニア、盲目の美少女ララ、サンタ夫人、そしてヴェネツィア一の美女マリアらの美男美女を配し、イタリア各地の名勝旧跡、風光明媚な自然のたたずまいを情熱をこめて描写している。

## 刊行書籍
- 森鷗外訳『即興詩人』（上・下）（春陽堂、1902年）- 再刊は下記

原典のデンマーク語版からの口語訳
- 大畑末吉訳『即興詩人』岩波文庫（上・下）、1960年
- 鈴木徹郎訳『アンデルセン小説・紀行文学全集2 即興詩人』（東京書籍、1987年）
- 神西清訳『即興詩人』グーテンベルク21（※電子書籍、上・下）で再刊、2015年

## 森鷗外による日本語訳
森鷗外による典雅な擬古文訳で「原作以上の翻訳」と評され、近代日本文学史上の名著である。鷗外は本作のドイツ語訳を読み、「わが座右を離れざる書」として愛惜していた。
ドイツ留学より帰国後『舞姫』を発表、軍務の傍ら丹精を込め、明治25年から34年（1892～1901年）の約10年がかりでドイツ語版から重訳、断続的に雑誌『しがらみ草紙』などに発表した。
初刊版「即興詩人」は、明治35年（1902年）に春陽堂（上・下）。後年に日本近代文学館「名著複刻全集」が出版。電子書籍版も出された。
- 『鷗外訳 即興詩人』岩波文庫（上・下）。ワイド版も刊
- 『即興詩人』ちくま文庫版「森鷗外全集 10」。旧版は筑摩書房版「全集」
- 『即興詩人』岩波書店版「鷗外全集 第2巻」
- 『新日本古典文学大系 明治編25 森鷗外集』岩波書店。詳細な注解入り

当時は言文一致の流れから日本語の口語体が完成しつつある時期であったが、鷗外は敢えて雅俗折衷の流麗な文語体で綴っている。ただし、それは必ずしも直訳ではなく、西洋の故事に由来する表現を中国古典の表現に置き換えるなどの技巧を凝らしている。
なお、ダンテ『神曲』の題名（原題直訳では「神聖喜劇」）は、鷗外が『即興詩人』の一章で「神曲、吾友なる貴公子」と訳したものが定着したものである。
書き出し
羅馬（）に往きしことある人はピアツツア・バルベリイニを知りたるべし。こは貝殻持てるトリイトンの神の像に造り做したる、美しき噴井ある、大なる廣こうぢの名なり。貝殻よりは水湧き出でてその高さ數尺に及べり。

### 作品論
- 安野光雅『口語訳 即興詩人』（山川出版社、2010年）
- 安野光雅『繪本 即興詩人』（講談社、新版2015年）
  - 『「即興詩人」の旅』（講談社＋α文庫）- 電子書籍で再刊、2022年
- 森まゆみ『「即興詩人」のイタリア』（講談社、2003年／ちくま文庫、2011年）

文学紀行エッセー、装幀画は安野（講談社版は電子書籍で再刊、2022年）
- 長島要一『森鷗外の翻訳文学』（至文堂、1993年）。第4章「即興詩人とアンデルセンの原作」比較文学者による考察
- 長島要一『森鷗外 文化の翻訳者』（岩波新書、2005年）。講演体での作品論
- 『講座・森鷗外2 鷗外の作品』（平川祐弘・平岡敏夫・竹盛天雄 編、新曜社、1997年）- 鷗外訳『即興詩人』の系譜学
- 千葉俊二『エリスのえくぼ　森鷗外への試み』（小沢書店、1997年）- ドイツ三部作と『即興詩人』

鷗外訳の影響
鷗外訳の流麗な文語体の雅文に魅了され、木下杢太郎・斎藤茂吉・阿部次郎・小泉信三など、明治末期から昭和（戦前）にかけて『即興詩人』を持参してイタリア各地を巡礼遍歴する文学者・学者が続出した。その中には上田敏や正宗白鳥等もいた。
現在でも、イタリア旅行に当たって『即興詩人』を携える者が多く、特に画家・装幀家安野光雅は、鷗外訳『即興詩人』に惚れ込み、周りに『即興詩人』の魅力を布教宣伝して回り、作品の舞台となったイタリア各地を巡りスケッチした上記の画文集と口語訳を出版している。